# Weatherhouse
| Recensione | Giudizio |
| ---------- | -------- |
| AllMusic   | [ 3 ]    |
| DIY        | [ 5 ]    |
| The 405    | [ 6 ]    |
| OndaRock   | [ 4 ]    |

Weatherhouse è il secondo album in studio da solista del musicista inglese Philip Selway, pubblicato il 6 ottobre 2014 dalla Bella Union Records.

## Tracce
Testi e musiche di Philip Selway, eccetto dove indicato.
1. Coming Up for Air – 3:38
2. Around Again – 3:22
3. Let It Go – 3:12
4. Miles Away – 4:36
5. Ghosts – 3:12
6. It Will End in Tears – 3:15
7. Don't Go Now – 2:55
8. Drawn to the Light – 4:26 (Phil Selway, Adem Ilhan, Quinta)
9. Waiting for a Sign – 4:16
10. Turning It Inside Out – 4:10

## Musicisti
- Philip Selway – voce, chitarra, batteria, percussioni, drum machine
- Adem Ilhan – chitarra, basso elettrico, drum machine, marimba, voce, programmazione
- Quinta – clavicordo, Fender Rhodes, marimba, mellotron, sega musicale, organo Hammond, percussioni, pianoforte, viola, violino, voce

### Altri musicisti
The Elysian Quartet
- Jennymay Logan – violino
- Emma Smith – violino
- Vince Sipprell – viola
- Laura Moody – violoncello

## Personale tecnico
- Adem Ilhan – ingegneria del suono, produzione
- Quinta – produzione
- Ted Dewan – artwork, disegno di copertina
- Graeme Stewart – ingegneria del suono
- Marta Salogni – ingegneria del suono
- David Wrench – missaggio audio
- Mandy Parnell – mastering
- Chris Le Monde – mastering